# Album al numero uno nella Billboard 200 nel 2001
Di seguito è proposta la lista degli album al numero uno nella Billboard 200 nel 2001.

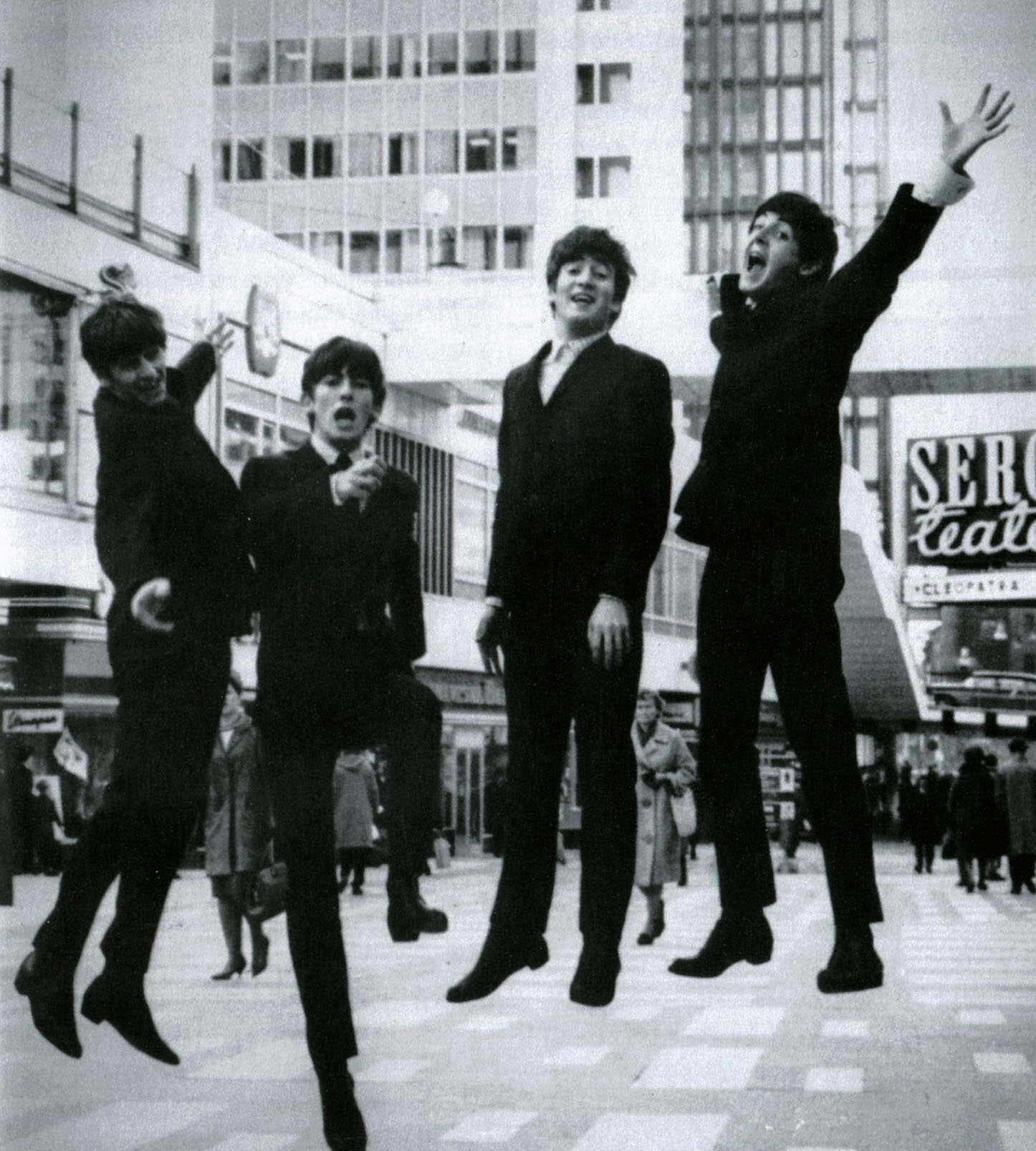
1, della rock band britannica The Beatles, è rimasto in vetta per 5 settimane nel 2001 (8 totali) ed è diventato l'album di maggior successo dell'anno.

La Billboard 200, pubblicata dalla rivista Billboard, è una classifica settimanale che considera i 200 album e EP più venduti negli Stati Uniti. I dati sono raccolti e compilati dalla Nielsen SoundScan prendendo in considerazione le vendite fisiche degli album accumulate settimanalmente.
Durante il 2001 sono stati 25 gli album che hanno raggiunto la prima posizione della classifica, ai quali si aggiunge la raccolta della rock band britannica The Beatles, 1, che aveva raggiunto la vetta già nel dicembre del 2000 e ha concluso la sua permanenza a febbraio 2001.
Shaggy ha ottenuto il suo primo album numero uno con Hot Shot. È rimasto in vetta alla classifica per sei settimane non consecutive e ha venduto più 5.5 milioni di copie nell'anno. Break the Cycle, della rock band statunitense Staind, è rimasto in prima posizione per tre settimane consecutive e ha venduto più di 4.2 milioni di copie nel 2001. NSYNC hanno registrato le maggiori vendite nella settimana di debutto, vendendo più di 1.8 milioni di copie con Celebrity. Inoltre, è diventato il 10º album a vendere più di 1 milione di copie nella sua prima settimana sin da quando la Nielsen SoundScan ha iniziato a raccogliere i dati delle vendite nel 1991. L'album è stato il terzo più venduto dell'album ed è stato certificato 5 volte platino dalla RIAA. In seguito alla sua morte, Aaliyah ha raggiunto la vetta della classifica con il suo omonimo album in studio.
Jay-Z ha ottenuto il suo quarto album numero uno negli Stati Uniti grazie a The Blueprint. Nella sua terza settimana in vetta, l'album ha venduto circa 173.000 copie, la cifra più bassa di tutti gli album al numero uno del 2001. Ja Rule ha ottenuto il suo secondo album numero uno con Pain Is Love, rimanendo in vetta per 2 settimane consecutive. Weathered, della rock band americana Creed, è stato l'ultimo album a raggiungere la vetta nel 2001. L'album è rimasto in vetta per 8 settimane consecutive, 4 nel 2001 e 4 nel 2002, diventando l'8° più venduto dell'anno con 3.5 milioni di copie registrate.
Hybrid Theory dei Linkin Park è stato il secondo album di maggior successo del 2001 ma non è riuscito a raggiungere la prima posizione della Billboard 200. Invece, 1 dei Beatles è stato coronato come album di maggior successo dell'anno.

## Billboard 200
| † | Indica l'album con le migliori prestazioni del 2001. |

| Data         | Album                           | Artista            | Tot. sett. #1 | Unità vendute | Fonti         |
| ------------ | ------------------------------- | ------------------ | ------------- | ------------- | ------------- |
| 6 gennaio    | 1 †                             | The Beatles        | 8             | 1.258.67      | [ 7 ]         |
| 13 gennaio   | 1 †                             | The Beatles        | 8             | 451.253       | [ 8 ]         |
| 20 gennaio   | 1 †                             | The Beatles        | 8             | 268.551       | [ 9 ]         |
| 27 gennaio   | 1 †                             | The Beatles        | 8             | 260.179       | [ 10 ]        |
| 3 febbraio   | 1 †                             | The Beatles        | 8             | 215.534       | [ 11 ]        |
| 10 febbraio  | J. Lo                           | Jennifer Lopez     | 1             | 272.262       | [ 12 ]        |
| 17 febbraio  | Hot Shot                        | Shaggy             | 6             | 245.678       | [ 13 ]        |
| 24 febbraio  | Hot Shot                        | Shaggy             | 6             | 245.778       | [ 14 ]        |
| 3 marzo      | Hot Shot                        | Shaggy             | 6             | 293.979       | [ 15 ] [ 16 ] |
| 10 marzo     | Hot Shot                        | Shaggy             | 6             | 271.652       | [ 17 ]        |
| 17 marzo     | Everyday                        | Dave Matthews Band | 2             | 732.720       | [ 18 ]        |
| 24 marzo     | Everyday                        | Dave Matthews Band | 2             | 280.081       | [ 19 ]        |
| 31 marzo     | Hot Shot                        | Shaggy             | 6             | 209.767       | [ 20 ]        |
| 7 aprile     | Hot Shot                        | Shaggy             | 6             | 188.838       | [ 21 ] [ 22 ] |
| 14 aprile    | Until the End of Time           | 2Pac               | 1             | 426.870       | [ 23 ]        |
| 21 aprile    | Now That's What I Call Music! 6 | Artisti vari       | 3             | 525.005       | [ 24 ]        |
| 28 aprile    | Now That's What I Call Music! 6 | Artisti vari       | 3             | 546.778       | [ 25 ]        |
| 5 maggio     | Now That's What I Call Music! 6 | Artisti vari       | 3             | 248.811       | [ 26 ]        |
| 12 maggio    | All for You                     | Janet Jackson      | 1             | 605.128       | [ 27 ]        |
| 19 maggio    | Survivor                        | Destiny's Child    | 2             | 663.280       | [ 28 ]        |
| 26 maggio    | Survivor                        | Destiny's Child    | 2             | 358.959       | [ 29 ]        |
| 2 giugno     | Lateralus                       | Tool               | 1             | 555.222       | [ 30 ]        |
| 9 giugno     | Break the Cycle                 | Staind             | 3             | 716.003       | [ 31 ]        |
| 16 giugno    | Break the Cycle                 | Staind             | 3             | 326.299       | [ 32 ]        |
| 23 giugno    | Break the Cycle                 | Staind             | 3             | 244.698       | [ 33 ]        |
| 30 giugno    | Take Off Your Pants and Jacket  | Blink-182          | 1             | 349.846       | [ 34 ]        |
| 7 luglio     | Devil's Night                   | D12                | 2             | 371.881       | [ 35 ]        |
| 14 luglio    | Songs in A Minor                | Alicia Keys        | 3             | 235.816       | [ 36 ]        |
| 21 luglio    | Devil's Night                   | D12                | 2             | 173.956       | [ 37 ]        |
| 28 luglio    | Songs in A Minor                | Alicia Keys        | 3             | 221.813       | [ 38 ]        |
| 4 agosto     | Songs in A Minor                | Alicia Keys        | 3             | 221.749       | [ 39 ]        |
| 11 agosto    | Celebrity                       | NSYNC              | 1             | 1.879.955     | [ 40 ]        |
| 18 agosto    | Now That's What I Call Music! 7 | Artisti vari       | 3             | 621.419       | [ 41 ]        |
| 25 agosto    | Now That's What I Call Music! 7 | Artisti vari       | 3             | 394.483       | [ 42 ]        |
| 1º settembre | Now That's What I Call Music! 7 | Artisti vari       | 3             | 278.538       | [ 43 ]        |
| 8 settembre  | Now                             | Maxwell            | 1             | 296.388       | [ 44 ]        |
| 15 settembre | Aaliyah                         | Aaliyah            | 1             | 305.911       | [ 45 ]        |
| 22 settembre | Toxicity                        | System of a Down   | 1             | 222.038       | [ 46 ]        |
| 29 settembre | The Blueprint                   | Jay-Z              | 3             | 426.550       | [ 47 ]        |
| 6 ottobre    | The Blueprint                   | Jay-Z              | 3             | 270.814       | [ 48 ]        |
| 13 ottobre   | The Blueprint                   | Jay-Z              | 3             | 173.663       | [ 49 ]        |
| 20 ottobre   | Pain Is Love                    | Ja Rule            | 2             | 360.712       | [ 50 ]        |
| 27 ottobre   | Pain Is Love                    | Ja Rule            | 2             | 220.793       | [ 51 ]        |
| 3 novembre   | God Bless America               | Artisti vari       | 1             | 180.894       | [ 52 ]        |
| 10 novembre  | The Great Depression            | DMX                | 1             | 439.957       | [ 53 ]        |
| 17 novembre  | Invincible                      | Michael Jackson    | 1             | 366.272       | [ 54 ]        |
| 24 novembre  | Britney                         | Britney Spears     | 1             | 745.744       | [ 55 ]        |
| 1º dicembre  | Scarecrow                       | Garth Brooks       | 1             | 465.523       | [ 56 ]        |
| 8 dicembre   | Weathered                       | Creed              | 8             | 887.229       | [ 57 ]        |
| 15 dicembre  | Weathered                       | Creed              | 8             | 417.462       | [ 58 ]        |
| 22 dicembre  | Weathered                       | Creed              | 8             | 458.033       | [ 59 ]        |
| 29 dicembre  | Weathered                       | Creed              | 8             | 555.092       | [ 60 ]        |

Note:
1. ↑  Ha raggiunto il numero uno anche nel 2000
2. ↑  Ha raggiunto il numero uno anche nel 2002